# 4564 Clayton
4564 Clayton è un asteroide della fascia principale. Scoperto nel 1981, presenta un'orbita caratterizzata da un semiasse maggiore pari a 2,5655403 UA e da un'eccentricità di 0,1996481, inclinata di 13,28936° rispetto all'eclittica.